# Carlisle United Football Club
Il Carlisle United Football Club è una società calcistica inglese, nata nel 1904, con sede nella città di Carlisle che oggi milita in National League, la quinta divisione del calcio inglese.

## Storia
Nella sua storia ha disputato un solo campionato di massima divisione, nella stagione 1974-1975, chiusa al ventiduesimo ed ultimo posto in classifica.
Nelle stagioni 1996-1997 e 2010-2011 ha vinto il Football League Trophy, coppa di cui è anche stato per quattro volte finalista (edizioni 1994-1995, 2002-2003, 2005-2006 e 2009-2010) e per due volte semifinalista (edizioni 1993-1994 e 1995-1996).

## Calciatori
- Peter Clark 1998-2000

## Allenatori
- Bob Kelly (1935-1936)
- Ivor Broadis (1946-1949)
- Bill Shankly (1949-1951)
- Andy Beattie (1958-1960)
- Ivor Powell (1960-1963)
- Alan Ashman (1963-1967)
- Bob Stokoe (1968-1970)
- Ian MacFarlane (1970-1972)
- Alan Ashman (1972-1975)
- Martin Harvey (1980)
- Bob Stokoe (1980-1985)
- Pop Robson (1985)
- Bob Stokoe (1985-1986)
- Harry Gregg (1986-1987)
- David McCreery (1992-1994)
- Mick Wadsworth (1994-1996)
- Nigel Pearson (1998-1999)
- Ian Atkins (2000-2001)
- Paul Simpson (2003-2006)
- John Ward (2007-2008)
- Graham Kavanagh (2008-2013)
- Keith Curle (2014-2018)
- John Sheridan (2018-2019)
- Gavin Skelton (2019) (interim)
- Steven Pressley (2019)
- Paul Simpson (2022-)

## Palmarès

### Competizioni nazionali
- Third Division: 1

1964-1965
- Campionato inglese di quarta divisione: 1

1994–1995, 2005-2006
- Football League Trophy: 2

1996–1997, 2010–2011

### Altri piazzamenti
- Coppa di Lega inglese:

Semifinalista: 1969-1970
- Campionato inglese di seconda divisione:

Terzo posto: 1966-1967, 1973-1974
- Third Division:

Secondo posto: 1981-1982
- Third Division North:

Terzo posto: 1950-1951
- Campionato inglese di quarta divisione:

Secondo posto: 1963-1964
Terzo posto: 1996-1997
Promozione: 1961-1962
Vittoria play-off: 2022-2023
- National League:

Terzo posto: 2004-2005

## Organico

### Rosa
| N. |                             | Ruolo | Calciatore                 |
| -- | --------------------------- | ----- | -------------------------- |
| 1  | Rep. Ceca (bandiera)        | P     | Tomáš Holý                 |
| 2  | Inghilterra (bandiera)      | D     | Fin Back                   |
| 3  | Scozia (bandiera)           | D     | Jack Armer                 |
| 4  | Saint Lucia (bandiera)      | D     | Terell Thomas              |
| 5  | Scozia (bandiera)           | D     | Sam Lavelle                |
| 6  | Inghilterra (bandiera)      | D     | Paul Huntington (capitano) |
| 7  | Inghilterra (bandiera)      | C     | Jordan Gibson              |
| 8  | Inghilterra (bandiera)      | C     | Callum Guy                 |
| 9  | Irlanda (bandiera)          | A     | Georgie Kelly              |
| 10 | Irlanda del Nord (bandiera) | C     | Alfie McCalmont            |
| 11 | Irlanda del Nord (bandiera) | C     | Jordan Jones               |
| 12 | Finlandia (bandiera)        | A     | Terry Ablade               |
| 13 | Inghilterra (bandiera)      | P     | Gabriel Breeze             |
| 15 | Inghilterra (bandiera)      | C     | Taylor Charters            |
| 16 | Inghilterra (bandiera)      | C     | Jayden Harris              |
| 17 | Irlanda (bandiera)          | D     | Corey Whelan               |

| N. |                        | Ruolo | Calciatore       |
| -- | ---------------------- | ----- | ---------------- |
| 18 | Inghilterra (bandiera) | D     | Jack Ellis       |
| 19 | Inghilterra (bandiera) | D     | Jack Robinson    |
| 21 | Scozia (bandiera)      | C     | Dylan McGeouch   |
| 22 | Inghilterra (bandiera) | D     | Jon Mellish      |
| 24 | Irlanda (bandiera)     | A     | Sean Maguire     |
| 25 | Islanda (bandiera)     | P     | Jökull Andrésson |
| 26 | Inghilterra (bandiera) | D     | Ben Barclay      |
| 27 | Inghilterra (bandiera) | C     | Jack Diamond     |
| 28 | Irlanda (bandiera)     | A     | Joshua Kayode    |
| 32 | Inghilterra (bandiera) | D     | Josh Emmanuel    |
| 33 | Inghilterra (bandiera) | C     | Harrison Neal    |
| 34 | Irlanda (bandiera)     | D     | Seán Grehan      |
| 35 | Inghilterra (bandiera) | A     | Luke Armstrong   |
| 36 | Inghilterra (bandiera) | C     | Josh Vela        |
| 40 | Inghilterra (bandiera) | P     | Harry Lewis      |